# 眠りにつく前に
「眠りにつく前に」（ねむりにつくまえに）は1992年6月3日にBMGビクターから発売された男闘呼組の7枚目のシングル。

## 内容
約1年半ぶりにリリースしたシングル三部作の第一弾は岡本健一が作詞・作曲を担当した唯一の表題曲である。

## 収録曲
1. 眠りにつく前に
作詞・作曲：岡本健一　編曲：男闘呼組
2. やってるね
作詞・作曲：成田昭次　編曲：男闘呼組

## 参加ミュージシャン
- 前田耕陽 - ボーカル、キーボード
- 成田昭次 - ボーカル、ギター
- 高橋一也 - ボーカル、ベース
- 岡本健一 - ボーカル、ギター
  - 平山牧伸 - ドラム
  - 田中厚 - キーボード

## 販売形態
| 規格 | 発売日       | リリース    | 品番     | 備考                                                                                            |
| ---- | ------------ | ----------- | -------- | ----------------------------------------------------------------------------------------------- |
| CT   | 1992年6月3日 | BMGビクター | BVSR-102 | A面：眠りにつく前に／やってるね B面：眠りにつく前に（Instrumental）／やってるね（Instrumental） |
| CD   | 1992年6月3日 | BMGビクター | BVDR-102 | 1：眠りにつく前に 2：やってるね                                                                 |

## 収録アルバム
- 眠りにつく前に
  - 5-1…非現実…（1992年）[2]
  - HIT COLLECTION（1999年）[3]
- やってるね
  - 5-1…非現実…（1992年）[2]